# Gândul Mâței
Gândul Mâței este o formație rock din Chișinău, Republica Moldova.
Trupa a luat ființă în anul 1996, în componența inițială fiind Bogdan Dascăl - voce, Dan Popov - chitară, Nicu Țărnă - chitară bas și ″Mamba″ (Marcel Micșanschi) - baterie. Deși compoziția formației s-a schimbat destul de mult din momentul apariției, această formulă este cea mai de succes și a adus formația la maturitate. Din componența actuală fac parte Nicu Țărnă – vocalist și lider al formației, Petru Haruța (trompetă), Sergiu Rusu (chitară bas), Igor Cristov (clape) și Sergiu "Iarik" Iarovoi (chitară solo). Membrii formației sunt absolvenți ai conservatorului din Chișinău, unde s-au și cunoscut, în afară de solistul Nicu Țărnă, care a absolvit Academia de Muzică, Teatru și Arte Plastice din Chișinău, facultatea Teatru, Regie și Film.
Până în prezent formația a lansat cinci albume în română, plus alte două editate/adaptate în limba rusă. Cea mai recentă lansare este albumul „Generația în Blugi”, lansat pe 10 aprilie 2014.
Gândul Mâței este o trupă de rock alternativ, care combină rock-ul melodic, punk, hardcore, blues, post-punk, cu influențe psihedelice, doom și inserțiuni sau idei de folclor autohton românesc, punând accentul pe o trompetă.

## Istorie
Pentru prima dată trupa a apărut pe scena Casei de Cultură din Chișinau, pe 18 mai 1996, alături de o altă formație, în componență fiind Bogdan Dascăl - voce, Dan Popov - chitară, Nicu Țărnă - chitară bas, ″Mamba″ (Marcel Mikșanski) - baterie.
La începutul anului 2000, Bogdan Dascăl a plecat din formație, Nicu Țărnă a devenit vocalist, iar la chitara bas a venit Sergiu Rusu. Puțin mai târziu în componența trupei au fost incluși Valeriu Mazîlu la trompetă și Sergiu ″Iarik″ Iarovoi - chitară solo. În același an formația a înregistrat la București, la studioul „Real Sound”, albumul „Cu gândul la ea”.
Hitul nr.1 de pe album a devenit piesa „La Ciocana”, dedicată sectorului omonim al orașului Chișinău, unde au copilărit artiștii. Ulterior, pentru această piesă s-a filmat și un videoclip ajuns mai târziu și în „Romanian top 10”, MCM Romania.
În 2001, în componența formației intervin schimbări. Mai intâi, pleacă chitaristul Dan Popov, iar apoi Valeriu Mazîlu pleacă în formația Zdob și Zdub. Pierderile au fost compensate în luna octombrie a aceluiași an, când au venit trompetistul Ghenadie Cazac și clapistul Igor Cristov, care a influențat sound-ul formației.
În decembrie 2001, împreună cu alte formații și artiști din Rusia, printre care Alisa, Bi-2, Krematorii și Zemfira, au participat la festivalul „Rock-Pirog”. Tot în același an trupa a mai participat și la festivalurile „Rock Anti Sida”, „Anti Drog”, împreuna cu trupe ca Vița de Vie, Zdob și Zdub, Spitalul de Urgență.
În această perioada formația a cântat la „Fete de la Musique” (sărbătoarea muzicii), organizată de Alianța Franceză din Moldova. La acest festival au mai luat parte și Iris, Sphinx Experience (ambele din România), Blancass (Franța), Liapis Trubețkoi (Belarus), Cuibul și Zdob și Zdub (ambele din Republica Moldova).

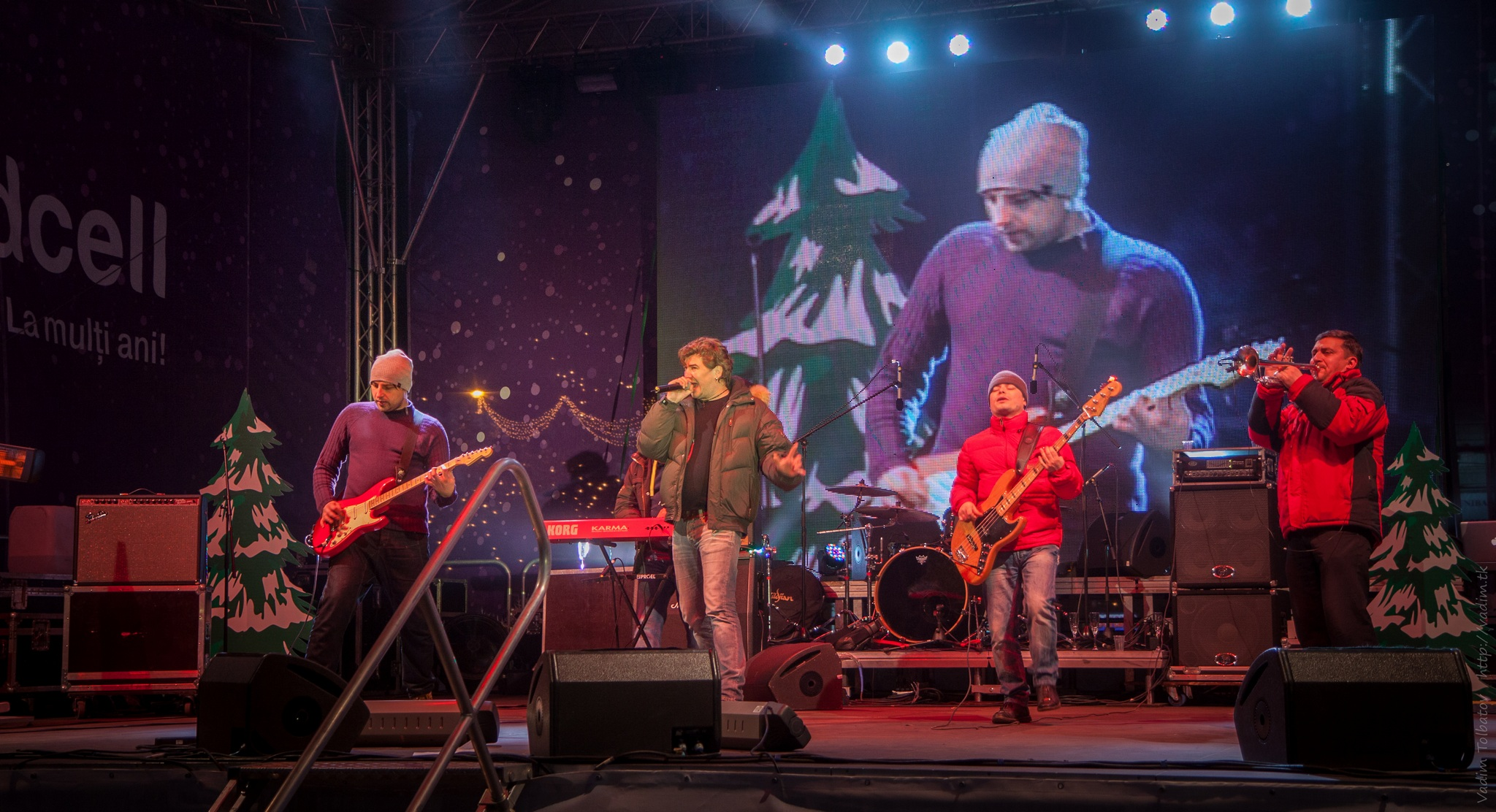
Gândul Mâței (Live Concert in Chișinău, 01-Jan-2014)

În perioada următoare formația a susținut concerte atât în țară cât și peste hotare, inclusiv în orașul francez Albertville, alături de Blancass, Candy Rock și Dionisus; urmat de șase concerte în Germania și alte două în Italia. În München trupa a cântat la teatrul Verde din Olimpic Park.
În 2002, trupa a susținut mai multe concerte Republica Moldova, dar și în România, cântând la Biker-show în Bacău; alături de O-Zone la Timișoara; în Buzău la Top T (considerat cel mai vechi festival rock din România); în „Lăptarie” și „Club-A” la București.
Apoi trupa a mai avut concerte cu formațiile rusești Bi-2 și Cicerina la Chișinău, încheind anul cu un show de revelion în Piața Marii Adunări Naționale.
În 2003, trupa se orientează spre est, pe piața rusească și ucraineană. Au urmat concerte în Moscova și Sankt Petersburg, iar trupa a semnat un contract cu casa de discuri Gala Records, înregistrând al doilea album în două variante, în română și rusă. Tot atunci s-a realizat încă un videoclip, după care trupa a fost invitată la festivalul „Tavria Games” din Ucraina; festivalul „Okna otkroi” din Sankt Petersburg și „Friday 13th” din Moscova.
Pe 19 mai 2004, trupa a prezentat albumul La Ciocana în clubul moscovit 16 TONNS. Pe 27 iunie formația a luat parte la festivalul Mega-House (Moscova), pe 7-8 august – la mega-festivalul Nașestvie (Rusia, M-Maus), iar pe 2 octombrie Gândul Mâței a prezentat albumul La Ciocana la Chișinău, în clubul „Yellow Submarine”.
În 2005, trupa a lansat albumul „În Profil” în ediție limitată. Albumul este compus din piese de pe albumele precedente, unele fiind refăcute.
În 2006, Gândul Mâței a participat la preselecția Eurovision Ucraina de la Kiev. În 2007 din formație pleacă toboșarul Marcel Mikșanski, cunoscut ca Mamba, unul din membrii fondatori ai trupei.
La data de 10 aprilie 2014, după 6 ani, Gândul Mâței lansează un nou album, „Generația în Blugi”, iar la finele lunii august a participat la festivalul etno-muzical Gustar, unde a mai cântat printre alți și Goran Bregović.
La data de 1 martie 2021, după o luptă cu cancerul a decedat toboșarul formației Iurie Berdea.

## Membrii formației
Membri actuali
- Nicu Țărnă – voce (2000-prezent), chitară bas (1996–2000)
- Sergiu ″Iarik″ Iarovoi – chitară (2000-prezent)
- Igor Cristov – clape (2001-prezent)
- Petru Hăruță – trompetă (2014-prezent)
- Sergiu Rusu – chitară bas (2000-prezent)

Foști membri
- Bogdan Dascăl - voce (1996–2000)
- Valeriu Mazîlu – trompetă (2000-2001)
- Marcel Mikșanski (aka ”Mamba”) - baterie (1996–2007)
- Dan Popov - chitară (1996–2001)
- Ghenadie Cazac – trompetă (2001-2014)
- Iurie Berdea – baterie (2007-2021)

## Discografie

### Albume
|     | Titlu             | Durata |
| --- | ----------------- | ------ |
| 1.  | În jurul nostru   | 2:59   |
| 2.  | La Ciocana        | 3:27   |
| 3.  | Numai Tu          | 3:37   |
| 4.  | My Christmas Day  | 6:47   |
| 5.  | Fata Mea          | 2:04   |
| 6.  | Nae               | 3:48   |
| 7.  | Kotlete           | 3:02   |
| 8.  | Liberty           | 5:57   |
| 9.  | Hostropăț         | 3:38   |
| 10. | Don't Tell Me Why | 3:10   |
| 11. | Requiem           | 6:17   |
| 12. | Intro             | 3:04   |

|     | Titlu            | Durata |
| --- | ---------------- | ------ |
| 1.  | Dragostea mea    | 3:50   |
| 2.  | La Ciocana       | 3:27   |
| 3.  | În jurul nostru  | 2:59   |
| 4.  | Cândva plecat... | 5:41   |
| 5.  | Fata mea         | 2:02   |
| 6.  | Cotlete cu goroh | 3:04   |
| 7.  | Nae              | 4:03   |
| 8.  | Liber tu         | 5:22   |
| 9.  | Numai tu         | 3:37   |
| 10. | Hostropăț        | 3:44   |
| 11. | Proba credinței  | 4:40   |

|     | Titlu               | Durata |
| --- | ------------------- | ------ |
| 1.  | Это Любовь          | 3:52   |
| 2.  | Ла Чокана           | 3:26   |
| 3.  | Вокруг Меня         | 3:07   |
| 4.  | Напрасный Крик      | 5:39   |
| 5.  | Моей Подруге...     | 2:02   |
| 6.  | Котлеты и Горох     | 3:02   |
| 7.  | Нае                 | 4:01   |
| 8.  | Только Ты           | 3:36   |
| 9.  | Не Спасти...        | 5:22   |
| 10. | Молдавский Танец    | 3:42   |
| 11. | Песенка Про Колю    | 2:54   |
| 12. | Письмо              | 4:41   |
| 13. | О Чём Плачут Гитары | 2:36   |
| 14. | La Ciocana          | 3:25   |

|     | Titlu                  | Durata |
| --- | ---------------------- | ------ |
| 1.  | Paradox                | 3:14   |
| 2.  | Balaurul               | 2:57   |
| 3.  | Semafor                | 3:05   |
| 4.  | Lora                   | 3:49   |
| 5.  | Vestitorii de furtuni  | 4:04   |
| 6.  | Și-așa-mi vine...      | 4:02   |
| 7.  | Opțiunea ta            | 3:33   |
| 8.  | Prieten de drum        | 4:27   |
| 9.  | Am să vin...           | 4:05   |
| 10. | Fraze                  | 4:04   |
| 11. | Ghem în ghem           | 2:23   |
| 12. | Requiem                | 6:31   |
| 13. | Dragostea mea (remake) | 2:43   |
| 14. | Kotlete (remake)       | 4:27   |

|     | Titlu                 | Durata |
| --- | --------------------- | ------ |
| 1.  | Комета                | 4:05   |
| 2.  | Balaurul              | 2:57   |
| 3.  | Найду тебя            | 4:04   |
| 4.  | Полет                 | 3:19   |
| 5.  | Я вернусь             | 4:05   |
| 6.  | Și-așa-mi vine...     | 4:01   |
| 7.  | Semafor               | 3:07   |
| 8.  | Ghem în ghem          | 2:23   |
| 9.  | Lora                  | 3:50   |
| 10. | Opțiunea ta           | 3:33   |
| 11. | Requiem               | 6:31   |
| 12. | Это любовь (акустика) | 2:46   |
| 13. | Ла Чокана (акустика)  | 3:17   |

|     | Titlu                     | Durata |
| --- | ------------------------- | ------ |
| 1.  | Kotlete                   | 4:41   |
| 2.  | Nae                       | 3:51   |
| 3.  | La Ciocana                | 3:21   |
| 4.  | Don't Tell Me Why         | 5:17   |
| 5.  | Liber tu                  | 4:13   |
| 6.  | În jurul nostru           | 3:00   |
| 7.  | Fata mea                  | 2:27   |
| 8.  | Probă credinței           | 4:40   |
| 9.  | Dragostea mea             | 2:42   |
| 10. | Am să vin                 | 4:05   |
| 11. | Și-așa-mi vine... (bonus) | 4:03   |

|     | Titlu                 | Durata |
| --- | --------------------- | ------ |
| 1.  | Generația în Blugi    | 3:24   |
| 2.  | Cântec de dragoste    | 3:34   |
| 3.  | Vremea grăbită        | 4:38   |
| 4.  | Alo, Da!              | 5:06   |
| 5.  | Ingera                | 3:26   |
| 6.  | Poseidon              | 3:24   |
| 7.  | Revin                 | 4:32   |
| 8.  | Parampampam           | 3:02   |
| 9.  | Știu                  | 4:24   |
| 10. | Vestitorii de furtuni | 4:40   |
| 11. | Fii mai tare!         | 3:58   |
| 12. | Te implor... Iarta-mă | 4:35   |
| 13. | Viața e o întâmplare  | 3:27   |